# Sportpark Eimsbüttel
Le Sportpark Eimsbüttel (Wolfgang-Meyer-Sportanlage avant 2022) est un complexe sportif allemand (servant principalement pour le football) situé à Stellingen, quartier nord-ouest de l'arrondissement d'Eimsbüttel de la ville de Hambourg.
Le stade, doté de 2 018 places, sert d'enceinte à l'équipe de football du Hambourg SV (pour son équipe II, ses équipes de jeunes et son équipe féminine).

## Histoire
Le complexe sportif voit le jour dans les années d'avant-guerre.
Le club féminin du Hambourg SV occupe le stade un temps pour ses matchs à domicile jusqu'à ce qu'il quitte la Frauen-Bundesliga.
Depuis la saison 2013-14, la seconde équipe du Hambourg SV, qui jouait auparavant à l'Edmund-Plambeck-Stadion (situé à Norderstedt), évolue au stade lors de ses matchs à domicile.
Au cours de la saison 2019-20, la finale de la Coupe de Hambourg a lieu sur les installations sportives de Wolfgang Meyer, avec une victoire 5-1 de l'Eintracht Norderstedt sur le TSV Sasel devant aucun spectateurs à cause de la pandémie du COVID-19.
D'une superficie de près de 11 hectares, il accueille une dizaine de clubs et d'associations sportives. Au complexe, où figure une patinoire et une piste cyclable, peuvent également se pratiquer le squash ou encore le tennis.

## Événements

### Matchs internationaux de rugby à XV
| Date         | Compétition                  | Équipes           | Score | Affluence |
| ------------ | ---------------------------- | ----------------- | ----- | --------- |
| 6 avril 2013 | Qualifs. Coupe du monde 2015 | Allemagne — Suède | 73-17 | 3 527     |